# Consejo Federal de Ciencia y Tecnología
El Consejo Federal de Ciencia y Tecnología (COFECyT) es una comisión argentina conformada por la Jefatura de Gabinete de Ministros y las máximas autoridades de ciencia distritales que se encarga de la coordinación de esfuerzos gubernamentales en el área de ciencia y tecnología.

## PROFECyT
El Programa Nacional de Federalización de la Ciencia, la Tecnología y la Innovación (PROFECyT) es un plan creado en 2004 por Resolución SCTIP N.º 916/04. Su objetivo es promover el desarrollo y fortalecimiento de la ciencia, tecnología e innovación en todas las regiones del país.

## Asamblea
Está integrada por:
- Presidente: Nicolás Posse
- Vicepresidente: Pablo Javier De Chiara
- Secretaria de Presidencia: Miriam Azucena Serrano
- Secretaria de Actas: Marisa Sosa Dansey
- Secretario de Asuntos Reglamentarios: Ángel Torres
- Secretario Técnico de Apoyo: Mauro Carrasco